# Liste der Biografien/Tug
Liste der Biografien |
Portal Biografien |
Personensuche
# |
A |
B |
C |
D |
E |
F |
G |
H |
I |
J |
K |
L |
M |
N |
O |
P |
Q |
R |
S |
T |
U |
V |
W |
X |
Y |
Z |
?
 
Ta |
Tc |
Te |
Tf |
Tg |
Th |
Ti |
Tj |
Tk |
Tl |
Tm |
To |
Tq |
Tr |
Ts |
Tu |
Tv |
Tw |
Tx |
Ty |
Tz
 
Tua |
Tub |
Tuc |
Tud |
Tue |
Tuf |
Tug |
Tuh |
Tui |
Tuj |
Tuk |
Tul |
Tum |
Tun |
Tuo |
Tup |
Tuq |
Tur |
Tus |
Tut |
Tuu |
Tuv |
Tuw |
Tux |
Tuy |
Tuz
Die Liste der Biografien führt alle Personen auf, die in der deutschsprachigen Wikipedia einen Artikel haben. Dieses ist eine Teilliste mit 55 Einträgen von Personen, deren Namen mit den Buchstaben „Tug“ beginnt.

## Tug

### Tuga
- Tugade-Watson, Regine (* 1998), US-amerikanische Sprinterin (Guam)
- Tuğal, Asena (* 1984), türkische Schauspielerin
- Tugal, İlker (* 1988), schweizerisch-türkischer Fußballspieler
- Tugan-Baranowski, Michail Iwanowitsch (1865–1919), russischer Ökonom und Historiker
- Tuganov, Elbert (1920–2007), estnisch-ossetischer Trickfilmregisseur
- Tuganow, Wladimir (* 1961), russischer Springreiter
- Tugarew, Roman Iwanowitsch (* 1998), russischer Fußballspieler
- Tugarinow, Arkadi Jakowlewitsch (1880–1948), russisch-sowjetischer Ornithologe und Paläornithologe
- Tugarinow, Dmitri Nikitowitsch (* 1955), sowjetisch-russischer Bildhauer und Hochschullehrer
- Tugarinow, Roman Ruslanowitsch (* 1999), russischer Fußballspieler
- Tugay, Hulusi Fuat (1890–1967), türkischer Militär und Diplomat
- Tugay, Mine (* 1978), türkische Schauspielerin

### Tugb
- Tugbenyo, Jesse (* 2001), deutscher Fußballspieler

### Tugc
- Tuğcu, Tülay (* 1942), türkische Juristin

### Tugd
- Tugdual, Missionar in der Bretagne, Heiliger

### Tuge
- Tugehenn, Jakob, Südtiroler Notar
- Tügel, Franz (1888–1946), deutscher evangelischer Theologe und lutherischer Landesbischof Hamburg
- Tügel, Hans (1894–1984), deutscher Schauspieler, Regisseur, Hörspielsprecher und Autor
- Tügel, Ludwig (1889–1972), deutscher Schriftsteller
- Tügel, Otto Tetjus (1892–1973), deutscher Schriftsteller, Maler, Musiker und Kabarettist
- Tugend, Harry (1898–1989), US-amerikanischer Drehbuchautor und Filmproduzent
- Tugend, Jennie Lew, US-amerikanische Filmproduzentin und Schauspielerin
- Tugendhat, Christopher (* 1937), britischer konservativer Politiker
- Tugendhat, Ernst (1930–2023), deutscher Philosoph
- Tugendhat, Tom (* 1973), britischer Politiker der Konservativen Partei
- Tugendreich, Gustav (1876–1948), deutscher Kinderarzt und Sozialhygieniker

### Tugg
- Tuggar, Yusuf (* 1967), nigerianischer Diplomat und Politiker
- Tuggener, Heinrich (1924–2019), Schweizer Sozialpädagoge und Hochschullehrer
- Tuggener, Jakob (1904–1988), Schweizer Fotograf
- Tugginer, Wilhelm (1526–1591), Schweizer Söldnerführer und Grossrat
- Tugginer, Wilhelm Josef (1824–1897), Schweizer Architekt und Ingenieur
- Tuggle, Jessie (* 1965), US-amerikanischer American-Football-Spieler
- Tuggle, Kenneth H. (1904–1978), US-amerikanischer Politiker
- Tuggle, Richard (* 1948), US-amerikanischer Drehbuchautor und Regisseur

### Tugh
- Tughluk Timur († 1363), Khan der Tschagatai-Mongolen
- Tughtigin († 1128), Atabeg von Damaskus

### Tugi
- Tugi, Gedly (* 2001), estnische Speerwerferin
- Tugim, Varje (* 1978), estnische Fußballspielerin

### Tugl
- Tuğlacı, Pars (1933–2016), türkischer Schriftsteller und Sprach- sowie Geschichtsforscher
- Tuglas, Friedebert (1886–1971), estnischer Schriftsteller, Kritiker, Übersetzer und Literaturwissenschaftler
- Tuğlu, Metin (* 1984), türkischer Fußballspieler
- Tuğluk, Abdullah (* 1999), türkischer Langstreckenläufer
- Tuğluk, Aysel (* 1965), türkische Juristin und Politikerin

### Tugm
- Tugman, Orin (1880–1987), US-amerikanischer Physiker und Hochschullehrer

### Tugn
- Tugnot de Lanoye, Jean-Henri (1744–1804), französischer General der Revolutionskriege
- Tugnutt, Ron (* 1967), kanadischer Eishockeytorhüter

### Tugo
- Tugolukova, Vera (* 2008), zyprisch-russische Athletin (Rhythmische Sportgymnastik)

### Tugr
- Tuğrul, Ahmet Ceylani (* 1950), türkischer Generalsekretär beim Kassationshof

### Tugs
- Tuğsuz, Eda (* 1997), türkische Speerwerferin

### Tugu
- Tugumir, Fürst der Heveller
- Tuguntke, Horst (1931–2024), deutscher Verwaltungsjurist, Heimatforscher und Publizist
- Țugurlan, Mirela (* 1980), rumänische Kunstturnerin
- Tuğutlu, Leyla (* 1989), türkische Schönheitskönigin, Miss Türkei 2008Leyla Tuğutlu (* 1989)

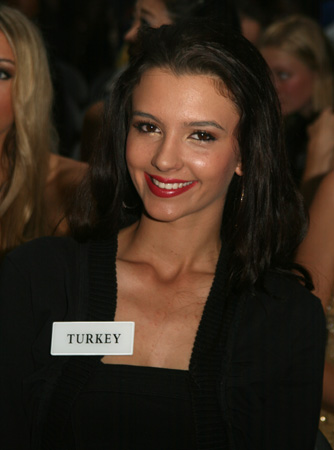
Leyla Tuğutlu (* 1989)

### Tugw
- Tugwell, Finn (* 1976), dänischer Tischtennisspieler
- Tugwell, Rexford (1891–1979), US-amerikanischer Ökonom und Gouverneur von Puerto Rico